# Quick, Re dei clown
Quick, Re dei clown è un film tedesco del 1932, diretto da Robert Siodmak, basato sul lavoro teatrale omonimo di Félix Gandéra.

## Trama
La ventunenne Eva Prätorius è ospite di una spa di lusso, dalla quale spesso, contravvenendo alle strette regole dello stabilimento, sgattaiola via per seguire le esibizioni della star del vicino teatro di varietà, il famoso clown Quick, di cui si è incapricciata.
Quick stesso, che usa coinvolgere gli spettatori nelle proprie performance, ha ben presente la giovane che ha spesse volte prescelto fra il pubblico per eseguire i propri numeri, e ne è attratto.
Una sera, dopo lo spettacolo, Eva è decisa a far conoscenza diretta del clown, ed in effetti lo incontra, ma senza trucco, e non lo riconosce. Quick, da quel momento, si spaccia presso di lei per Henkel, il direttore del teatro, ed inizia a farle la corte. Eva lo sopporta solo come possibile tramite verso il “vero” Quick, che più avanti ha modo di incontrare (truccato) ed al quale non nasconde la propria, per quanto effimera, infatuazione.
Quick, che ricerca un rapporto stabile con Eva, si sente, in quanto falso Henkel, in dissidio con sé stesso in quanto clown. Cercherà in ogni modo di rivelare la propria vera identità, senza essere creduto da Eva.
Eva assiste all’ultima matinée di Quick prima della sua partenza per una tournée all’estero, ed in tale frangente si imbatte in Henkel, il vero direttore del teatro. Ne segue un confronto con Quick (nelle vesti del clown), che avviene in parte in scena, al termine del quale Quick si toglie il trucco. Eva allora finalmente rimane convinta che le due figure sono la stessa persona, alla quale non nega il proprio amore durevole.